# Kfar Etzion
Kfar Etzion (כפר עציון) est une colonie israélienne, illégale au regard du droit international, en Cisjordanie, territoire palestinien occupé. Elle est située à 4 km de la Ligne verte, frontière entre Israël et la Cisjordanie.
Elle se trouve au sud de Jérusalem, entre Jérusalem et Hébron.

## Histoire

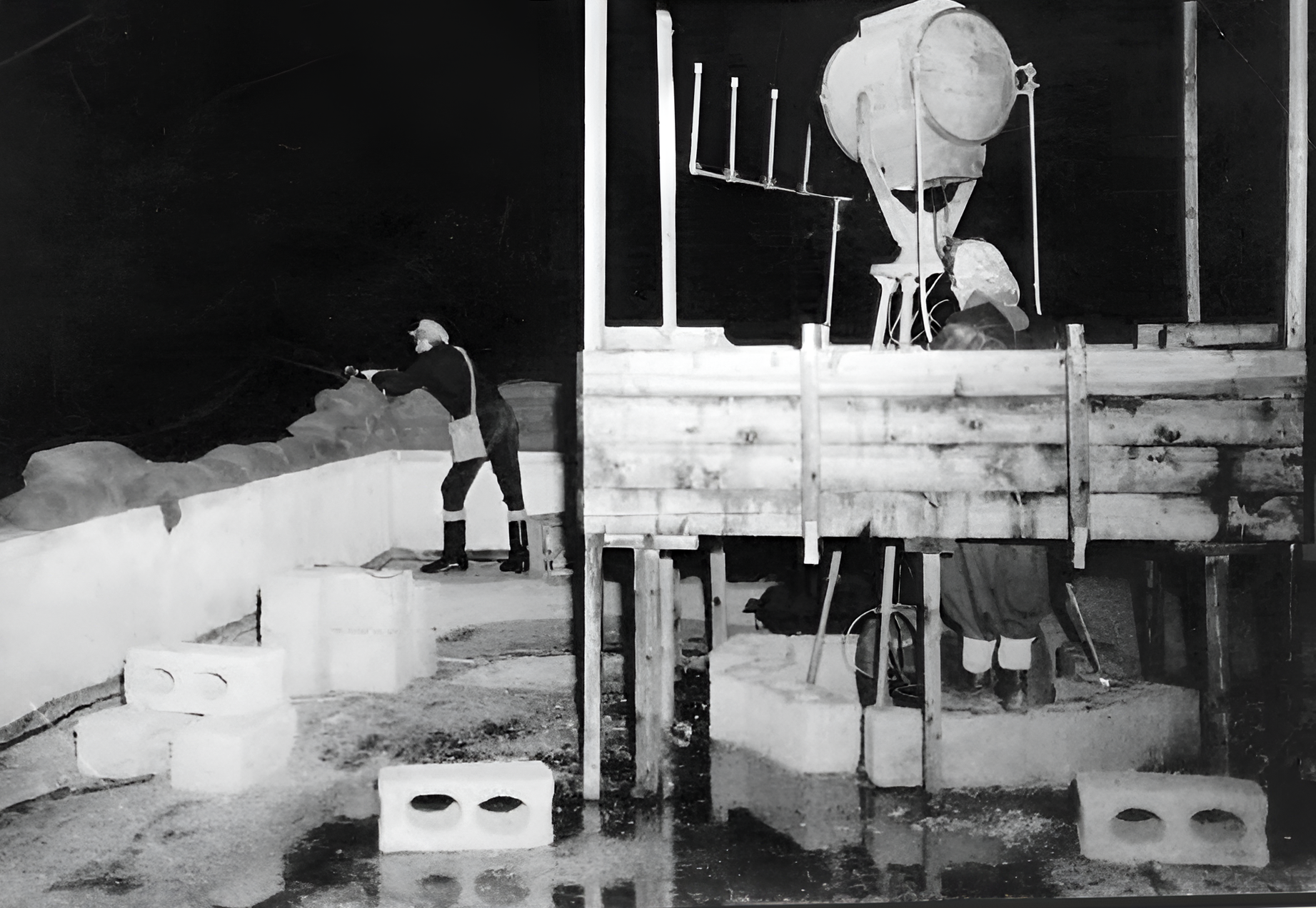
Poste de garde de nuit en 1948.

Initialement une implantation juive, Kfar Etzion est établi en tant que Migdal Eder (מגדל עדר) en 1927 par des immigrants juifs yéménites, il fut abandonné en 1929 à la suite des émeutes de 1929 en Palestine [réf. nécessaire]. Il fut rétabli en 1934 puis à nouveau abandonné en 1939 à la suite de la grande révolte arabe de 1936-1939 en Palestine mandataire [réf. nécessaire].
En 1943, Kfar Etzion fut réinstallé pour la troisième fois avec plusieurs implantations formant le bloc d'Etzion ou Goush Etzion [réf. nécessaire].
L’ONU propose un plan de partage de la Palestine, voté en 1947 ; Kfar Etzion est situé dans les frontières du futur Etat de Palestine, avec 31 autres communautés juives.
Il fut le site de plusieurs batailles pendant la guerre israélo-arabe de 1948. Il est attaqué par l’armée de libération arabe le 14 janvier 1948. La colonne envoyée à son secours est battue par les combattants arabes et perd 35 hommes. Ce chiffre de 35 morts (Lamed-Heh) fut dès lors utilisé par la Haganah pour toute opération classée comme opération de représailles, même si elle avait été prévue de longue date.
Le village est à nouveau attaqué le 13 mai 1948 et fut le lieu du massacre de deux cent cinquante Juifs. Le kibboutz est détruit au cours de la guerre.
Après la guerre des Six Jours, en 1967, une colonie israélienne religieuse est établie sur l'emplacement de l'ancien kibboutz,. Les habitants de Kfar Etzion y retournent et construisent de nouvelles maisons[réf. nécessaire]. Selon l'historien Gershom Gorenberg, auteur de The Accidental Empire. Israel and the birth of the settlements (2006), les autorités politiques israéliennes ont favorisé activement l'émergence d'un consensus national concernant un « droit au retour » des juifs qui étaient établis dans ce territoire palestinien jusqu'en 1948, et concernant le « droit  » d'autres juifs de «  revenir  » là, si les habitants d'avant 1948 ou leurs descendants ne voulaient résider à nouveau en ce lieu. Les Palestiniens sont censés devoir reconnaître le « rapport émotionnel  » que les Israéliens entretiennent avec cette localité.
La colonie est organisée en kibboutz.